# Xylopsocus ensifer
Xylopsocus ensifer är en skalbaggsart som beskrevs av Pierre Lesne 1906. Xylopsocus ensifer ingår i släktet Xylopsocus och familjen kapuschongbaggar. Inga underarter finns listade i Catalogue of Life.